# Međaši
Međaši (cyr. Међаши) – wieś w Bośni i Hercegowinie, w Republice Serbskiej, w mieście Bijeljina. W 2013 roku liczyła 858 mieszkańców.